# Liste der Kulturdenkmale in Sipplingen
Diese Liste der Kulturdenkmale in Sipplingen enthält die Kulturdenkmale der baden-württembergischen Gemeinde Sipplingen im Bodenseekreis, die im „Verzeichnis der unbeweglichen Bau- und Kunstdenkmale und der zu prüfenden Objekte“ des Landesamts für Denkmalpflege Baden-Württemberg verzeichnet sind. Da dieses Verzeichnis nur bei „berechtigtem Interesse“ eingesehen werden kann, erhebt die folgende Liste keinen Anspruch auf Vollständigkeit oder Aktualität. Sie beruht überwiegend auf dem veröffentlichten „Denkmalpflegerischen Werteplan Gesamtanlage Sipplingen“ mit dem Stand von 2012.

## Allgemein
- Bild: Zeigt ein ausgewähltes Bild aus Commons, „Weitere Bilder“ verweist auf die Bilder im Medienarchiv Wikimedia Commons.
- Bezeichnung: Nennt den Namen, die Bezeichnung oder die Art des Kulturdenkmals.
- Lage: Straßenname und Hausnummer oder Flurstücknummer des Kulturdenkmals, gegebenenfalls auch den Ortsteil. Die Grundsortierung der Liste erfolgt nach dieser Adresse. Der Link (Karte) führt zu verschiedenen Kartendiensten mit der Position des Kulturdenkmals. Fehlt dieser Link, wurden die Koordinaten noch nicht eingetragen. Sind diese bekannt, können sie über ein Tool mit einer Kartenansicht einfach nachgetragen werden. In dieser Kartenansicht sind Kulturdenkmale ohne Koordinaten mit einem roten bzw. orangen Marker dargestellt und können durch Verschieben auf die richtige Position in der Karte mit Koordinaten versehen werden. Kulturdenkmale ohne Bild sind an einem blauen bzw. roten Marker erkennbar.
- Datierung: Baubeginn, Fertigstellung, Datum der Erstnennung oder grobe zeitliche Einordnung entsprechend des Eintrags in der zuständigen Denkmaldatenbank (Landesamt für Denkmalpflege Baden-Württemberg).
- Beschreibung: Kurzcharakteristik des Kulturdenkmals.

## Denkmale
| Bild           | Bezeichnung | Lage                                                                | Datierung                   | Beschreibung | ID |
| -------------- | --- | ------------------------------------------------------------------- | --------------------------- | --- | -- |
| Weitere Bilder | Gesamtanlage Sipplingen                                                                                              |                                                                     |                             | Gesamtanlage Sipplingen mit Dorfkern sowie dem Unter- und Oberdorf Geschützt nach § 19 DSchG |    |
|                | Torbogen | Am Brunnenberg 8 (Bauteil) (Karte)                                  | 1719                        | Gefasste Toröffnung mit Rundbogen aus grünem Sandstein des ehemaligen Hofs des Überlinger Heilig-Geist-Spital (Rathausstraße 13 – 17) in den 1980er Jahren an das Gebäude Am Brunnenberg 8 versetzt; Wappen des Spital (Patriarchenkreuz) im Schlussstein mit der Jahreszahl 1719 Geschützt nach § 2 DSchG | BW |
|                | Bauernhaus | Am Brunnenberg 9 (Karte)                                            | Um 1700                     | Typisches Weinbauernhaus aus der Zeit um 1700 Giebelständiges Gebäude, überwiegend aus Fachwerk (verputzt), mit zwei Stockwerken, Aufzugsgaube, und Satteldach Geschützt nach § 2 DSchG | BW |
|                | Fachwerkhaus und Nebengebäude                                                                                        | Auf dem Boll 1 (Karte)                                              | 18. Jahrhundert             | Ehemaliges Bauernhaus; Jahreszahl 1761 über dem Hauseingang Giebelständiges Hauptgebäude mit massivem Hanggeschoss, zwei Fachwerkgeschossen und Krüppelwalmdach; Fachwerk aus durchlaufenden Streben, Brüstungsfelder mit einfachen Andreaskreuzen, Giebel mit Holzverschalung Ein- bzw. Zweigeschossiges Nebengebäude (Lager, Werkstatt und Remise) aus Fachwerk mit Satteldach Geschützt nach §§ 2; 28.1.3 DSchG | BW |
|                | Wohnhaus | Bruderschaftsweg 2 & 4 (Karte)                                      | Um 1600                     | Ehem. Bruderschaftshaus der Maria-Cortana-Bruderschaft Zweigeschossiges Fachwerkdoppelhaus mit massivem Hanggeschoss und Krüppelwalmdach; Bohlenwand mit sechsteiligem Fenstererker im ersten Obergeschoss Geschützt nach § 28.1.3 DSchG | BW |
|                | Bruderschaftshaus, ehem. Torkelbau                                                                                   | Eckteil 20 (Karte)                                                  | Um 1600                     | Ehemaliges Bruderschaftshaus mit Torkel Giebelständiges Fachwerkhaus mit zwei Stockwerken und Krüppelwalmdach Geschützt nach § 28.1.3 DSchG | BW |
|                | Bauernhaus | Eckteil 24 (Karte)                                                  | Um 1700                     | Im Kern eines der ältesten Gebäude im Oberdorf; enthält noch überwiegend originale Bausubstanz; direkter Anschluss zum Nachbargebäude (Auf dem Boll 2) wohl Hinweis auf ursprüngliche Realteilung Gestelztes Einhaus mit massivem Sockel, Fachwerkobergeschoss und Satteldach; nördlicher Anbau mit Pultdach Geschützt nach § 2 DSchG | BW |
|                | Nebengebäude (FN 91/1)                                                                                               | Fischerweg 2 (Karte)                                                | Um 1800                     | Als Nebengebäude zum Gebäude Fischergasse 2 erbaut Kleiner, eingeschossiger Bau mit hohem Sockelgeschoss (mit zweiflügeligem Tor, als Tenne oder Remise genutzt) und Fachwerkobergeschoss (Lager oder Gesindekammer) samt Satteldach; außenliegende Treppe zum Obergeschoss an der Traufseite Geschützt nach § 2 DSchG | BW |
|                | Doppelwohnhaus, ehemaliges Bauernhaus                                                                                | Fischerweg 8 & 10 (Karte)                                           | Um 1500; 1998               | Zählt zu den ältesten Gebäuden in der Gemeinde; im 19. Jahrhundert zweigeteilt; Gebäude Nr. 8 im Jahr 1998 modernisiert, dabei bauzeitliches Innengerüst entfernt Zweigeschossiger Bau mit massivem Sockel und verputztem Fachwerkobergeschoss, darüber Krüppelwalmdach Geschützt nach § 2 DSchG | BW |
|                | Bauernhaus | Im Lutzental 12 (Karte)                                             | 1700/50                     | Gestelztes Einhaus mit hohem Hanggeschoss, zwei Stockwerken und (mit Holzverschalung verdeckter) Fachwerkgiebel Geschützt nach § 2 DSchG | BW |
|                | Ehem. Franziskanerinnenkloster St. Ulrich mit Kapelle und Scheune                                                    | Klosterstraße 1 & 3; Schulstraße 2 & 4; St.-Martin-Straße 2 (Karte) | 1607; 1722                  | Mehrteiliger Gebäudekomplex des ehem. Franziskanerinnenkloster St. Ulrich; unter Einbeziehung älterer Bausubstanz 1607 errichtet; 1650 und 1705 abgebrannt; heutige Gebäude 1722 neu erbaut; Kloster 1784 profaniert, seitdem Wohngebäude und Gasthof Adler Um Innenhof angeordneter Gebäudekomplex; mit teilweise hohen, massiven Hanggeschossen, darüber zweigeschossige Bauten mit Sattel- und Walmdächer; ehemalige Kapelle St. Ulrich (jetzt Wohngebäude) mit aufgemalten Pilaster und (geschlossenen) großen, runden Fensteröffnungen Geschützt nach §§ 2; 28.1.3 DSchG                                      |    |
|                | Bauernhaus mit Nepomukstatue                                                                                         | Klosterstraße 7 (Karte)                                             | 1700/50                     | Typisches Sipplinger Weinbauernhaus Giebelständiges, gestelztes Einhaus mit Gewölbekeller, zwei Stockwerken und Satteldach; Hang- und erstes Obergeschoss massiv, zweites Obergeschoss und östlicher Giebel mit Fachwerk; barocke Statue des heiligen Johannes Nepomuk auf Konsole stehend mit Baldachin an der Ostfassade Geschützt nach § 2 DSchG | BW |
|                | Wohnhaus | Klosterstraße 14 (Karte)                                            | 1696                        | Giebelständiger Bau mit massivem Sockelgeschoss, zwei verputzten und vorkragenden Fachwerkgeschossen sowie Satteldach Geschützt nach § 28.1.3 DSchG | BW |
|                | Brunnenfigur | Lenzensteig/Rathausstraße (Karte)                                   | Um 1600                     | Kleindenkmal Frühbarocke Skulptur aus farbig gefasstem Sandstein, die die Mutter Gottes mit Kind darstellt; Dorfbrunnen seit den 1870er Jahren an diesem Platz; Skulptur seit 1953 Brunnenfigur Geschützt nach § 2 DSchG | BW |
|                | Ehem. St.-Johann-Kaplanei, heute Wohn- und Geschäftshaus                                                             | Lenzensteig 1 (Karte)                                               | 1659; 1970er                | Ehemalige Hofkaplanei der Herren von Hohenfels und Jungingen, später die der Deutschordenskommende Mainau (1506 – 1789); 1972 – 74 Freilegung des Fachwerk bzw. Erneuerung mit Scheinfachwerk Giebelständiges Fachwerkhaus mit Satteldach, zwei Stockwerken und massivem Erdgeschoss; Wappenstein mit der Jahreszahl 1659 Geschützt nach § 2 DSchG | BW |
|                | Bauernhaus | Lenzensteig 3 (Karte)                                               | 1683/84                     | Giebelständiges Fachwerkhaus mit zwei Stockwerken, Satteldach und Zwerchhaus; Sockel- und Erdgeschoss massiv Geschützt nach § 28.1.3 DSchG | BW |
|                | Wohnhaus und Nebengebäude                                                                                            | Lenzensteig 9 (Karte)                                               | Um 1600; um 1700            | Fachwerkhaus mit zwei Stockwerken, Krüppelwalmdach und vorkragendem Traufgesims Eingeschossiges Nebengebäude mit Satteldach; auf hohem Felssockel, teilweise mit Fachwerk Geschützt nach §§ 2; 28.1.3 DSchG | BW |
| Weitere Bilder | Kath. Pfarrkirche St. Martin und Georg mit Ausstattung, Ölberg, Kirchhof und Figur der Heiligen Theresia von Lisieux | Rathausstraße 2 & 4 (Karte)                                         | 13./16./18./19. Jahrhundert | Pfarrkirche St. Martin und Georg wohl noch ins Mittelalter zurückreichend, erstmals im Jahr 1155 erwähnt; Chor mit spätgotischen Maßwerkfenstern (15. Jahrhundert); Langhaus aus dem frühen 16. Jahrhundert; in Doppelnische an der nördlichen Wand des Langhauses Ölberggruppe mit Plastiken aus der Zeit um 1540; um 1750 Barockisierung (Rund- und Rundbogenfenster, Innenraum); ummauerter Kirchhof bis 1880 Friedhof, dort lebensgroße Figur der heiligen Therese von Lisieux; Turmhelm von 1904 Saalkirche mit Satteldach; Chorseitenturm mit Eckeinfassungen und spitzem Turmhelm Geschützt nach § 12 DSchG |    |
|                | Ehem. Mainauer Amtshaus                                                                                              | Rathausstraße 8 (Karte)                                             | 1764                        | 1764 als barockes Amtsgebäude des Deutschen Ordens auf der Mainau, unter Einbeziehung älterer Bausubstanz (spätgotisch), neu errichtet Repräsentativer, freistehender Massivbau in Hanglage mit Walmdach; aufgemalte Eckpilaster und Wappen des Deutschen Ordens an der Fassade, Rundbogentor und spätgotisches Portal (zu einer steinernen Wendeltreppe führend) im Hanggeschoss Geschützt nach § 28.1.3 DSchG | BW |
|                | Fachwerkhaus | Rathausstraße 9 (Karte)                                             | Um 1700                     | Im Kern wohl spätmittelalterlich, um 1700 verändert Giebelständiges Fachwerkhaus mit massivem Sockelgeschoss, zwei Stockwerken und Satteldach; Obergeschoss auf Knaggen vorkragend, im Sockelgeschoss Rundbogentor Geschützt nach § 28.1.3 DSchG | BW |
|                | Rathaus mit Saal, ehem. auch Sitz der Dorfschule                                                                     | Rathausstraße 10 (Karte)                                            | 1669                        | Eines der ältesten dörflichen Rathäuser in der Region, erbaut 1669 Giebelständiges Gebäude mit zwei Stockwerken und Krüppelwalmdach; symmetrische Gliederung der Fensterachsen und Sgraffito mit den Schriftzug Rathaus und des Gemeindewappens samt Inschrift Verliehen A.D. 1582 an der Hauptfassade; Rundbogentor im Sockelgeschoss Geschützt nach §§ 12; 28.1.3 DSchG |    |
|                | Ehem. Überlinger Spitalhof                                                                                           | Rathausstraße 13 – 17 (Karte)                                       | 1719                        | Ehemaliger Hof des Heilig-Geist-Spital Überlingen; Rundbogentor in den 1980er Jahren an das Gebäude Am Brunnenberg 8 versetzt; Gebäude 2008 umfassend renoviert Giebelständiger Bau mit drei Stockwerken und Satteldach; Erd- und erstes Obergeschoss massiv mit Eckquaderungen, profilierten Gewänden und Rundbogentor; zweites Obergeschoss und Giebel mit barockem Zierfachwerk Geschützt nach § 12 DSchG | BW |
|                | Ehem. Gasthaus zum Guten Glas                                                                                        | Seestraße 50 (Karte)                                                | 1831/48                     | Anstelle eines älteren Gashauses, im Zuge des Ausbaus der Uferstraße als Gasthaus zum Guten Glas errichtet; im 20. Jahrhundert verändert Traufständiges Gebäude mit zwei Stockwerken und Mansarddach; Erdgeschoss massiv, Obergeschoss ursprünglich mit Fachwerk, später verschalt; Mittelbalkon an der symmetrisch gegliederten Fassade und seitliche Hofdurchfahrt im Erdgeschoss; im Hof Aufzugsgaube Geschützt nach § 2 DSchG | BW |
|                | Ehem. Liebfrauenkaplanei                                                                                             | Seestraße 50 (Karte)                                                | 17. Jahrhundert             | Kaplanei durch Sipplinger Bürger bereits 1294 gestiftet („Zweite Frühmeßkaplanei Unserer Lieben Frau“); Gebäude im Kern aus dem 17. Jahrhundert; bis 1814/16 Kaplanei; 1896 teilweise angebrannt Zweigeschossiger Massivbau im Hangbereich; Gebäudezugang im zweiten Obergeschoss am Kirchhof | BW |
|                | Ehem. Konstanzer Spitalhof                                                                                           | Seestraße 52 (Karte)                                                | 1601                        | Bis ins 19. Jahrhundert Hof des Konstanzer Heilig-Geist-Spital; danach Wohngebäude und Poststelle Giebelständiger Bau mit zwei Stockwerken und Satteldach; Hauptfassade massiv mit Wappen, Eckeinfassungen und Staffelgiebel; Seitenfassade des Obergeschosses mit Wappen und Fachwerk Geschützt nach § 28.1.3 DSchG | BW |
|                | Ehem. Salemer Klosterhof                                                                                             | Im Breitenweingarten 8, 10 (Karte)                                  | 1595                        | Ehemaliges Rebleutehaus des Klosters Salem, erbaut unter Abt Peter II. Miller. Gebäude in Alleinlage mit Vollwalmdach. Träger des Denkmalschutzpreises Baden-Württemberg 2018. Geschützt nach § 12 DSchG | BW |